# 글로벌학산고등학교
글로벌학산고등학교(글로벌鶴山高等學校)는 대한민국 전북특별자치도 정읍시 상동에 있는 사립 고등학교이다.

## 학교 연혁
- 1969년 10월 14일 : 학교법인 「동신학원」 설립인가
- 1980년 1월 24일 : 동신여자상업고등학교 개교
- 1980년 1월 24일 : 제1대 유귀녀 이사장 취임
- 1980년 3월 2일 : 제1대 김용대 교장 취임
- 1996년 9월 21일 : 제2대 김수엽 이사장 취임
- 1997년 4월 10일 : 학교법인 「묵제학원」으로 변경
- 1997년 5월 1일 : 학교명 「학산여자정보산업고등학교」로 변경
- 2001년 9월 1일 : 학교명 「학산정보산업고등학교」로 변경
- 2003년 8월 29일 : 학과개편 (인터넷정보통신, 인터넷정보경영, 제과제빵, 호텔조리, 헤어미용, 보건간호)
- 2006년 3월 2일 : 학교명 「학산고등학교」로 변경
- 2007년 8월 31일 : 교육부지정 특성화 학과 확정(인터넷정보통신과, 인터넷정보경영과가 정보산업과로 통합 변경
- 2021년 2월 2일 : 교육부·전북교육청 「특성화고 혁신지원사업」 선정
- 2022년 3월 2일 : 제10대 성미숙 교장 취임
- 2024년 1월 4일 : 제42회 졸업식(졸업생 87명, 총 10,775명 졸업)
- 2024년 3월 4일 : 글로벌학산고등학교 교명 변경, 신입생 102명 입학

## 설치 학과
- 호텔조리과
- 보건간호과
- 제과제빵과
- 헤어미용과
- 정보산업
- 글로벌외식조리과
- 글로벌미디어콘텐츠과

## 참고 자료
- 글로벌학산고등학교 - 한국교육학술정보원 학교알리미